# Современные исследования по немецкой истории (журнал)
Современные исследования по немецкой истории (укр. Cучасні дослідження з німецької історії, нем. Moderne Forschungen zur deutschen Geschichte, англ. англ. Modern Studies in German History) — научный журнал, основанный в 1973 году на кафедре всемирной истории Днепровского национального университета имени Олеся Гончара. Журнал специализируется на освещении вопросов истории Германии, немецкоязычных диаспор, украинско-немецких связей, а также истории исторической германистики. 
В разные периоды издание носило названия: «Вопросы германской истории и историографии», «Вопросы германской истории: исследования по истории русско-германских отношений», «Историография русско-германских отношений нового и новейшего времени», «Вопросы германской истории», «Питання німецької історії».

## История
Журнал был основан как издание кафедры всемирной истории, большинство членов которой специализировались на изучении истории Германии. Инициатором его создания выступил заведующий кафедрой Анатолий Завьялов, который определил направление исследований истории немецкого рабочего движения. Первые выпуски имели тематический характер и освещали вопросы политической, экономической и интеллектуальной истории Германии. В 1977 году издание получило статус межвузовского, что способствовало росту его научного авторитета.
В разные периоды своей истории журнал фокусировался на следующих темах:
- история политических и социальных движений в Германии;
- немецкая диаспора в Украине, в частности исследования меннонитских колоний;
- историография и источниковедение немецкой истории.

В 1990-х годах журнал значительно расширил свою тематику, включив исследования истории немецкоязычных диаспор в контексте украинской истории. С 1997 года при кафедре всеобщей истории действует Институт украинско-немецких научных исследований, который до 2017 года возглавляла Светлана Бобылёва. С 2017 года руководителем института является Наталья Венгер.
Благодаря международным конференциям и сотрудничеству с историками из разных стран журнал стал авторитетной платформой для германистов. Среди ключевых событий, организованных Днепровским национальным университетом и зарубежными партнёрами, стоит отметить международную конференцию «Немцы в Украине» (1995), материалы которой были опубликованы в отдельном выпуске журнала. В 2007 году университет организовал масштабную международную конференцию «Немцы Украины и России в конфликтах и компромиссах XIX–XX вв.», результаты которой вошли в двухтомный сборник, изданный в том же году.
Долгое время главным редактором журнала была профессор Светлана Бобылёва. В 2017 году редакцию возглавила профессор Наталья Венгер, к которой позже присоединился профессор Сергей Троян.
В 2014 году Институт украинско-немецких исторических исследований под руководством профессора Светланы Бобылёвой и кафедра всеобщей истории во главе с профессором Натальей Венгер готовили крупную международную конференцию, посвящённую столетию начала Первой мировой войны. Несмотря на аннексию Крыма и военную агрессию России против Украины, которая вынудила большинство зарубежных участников отказаться от очного участия, конференция состоялась в дистанционном формате. Доклады участников были опубликованы в выпусках журнала за 2014 и 2015 годы.

## Исследование истории немецкоязычных диаспор

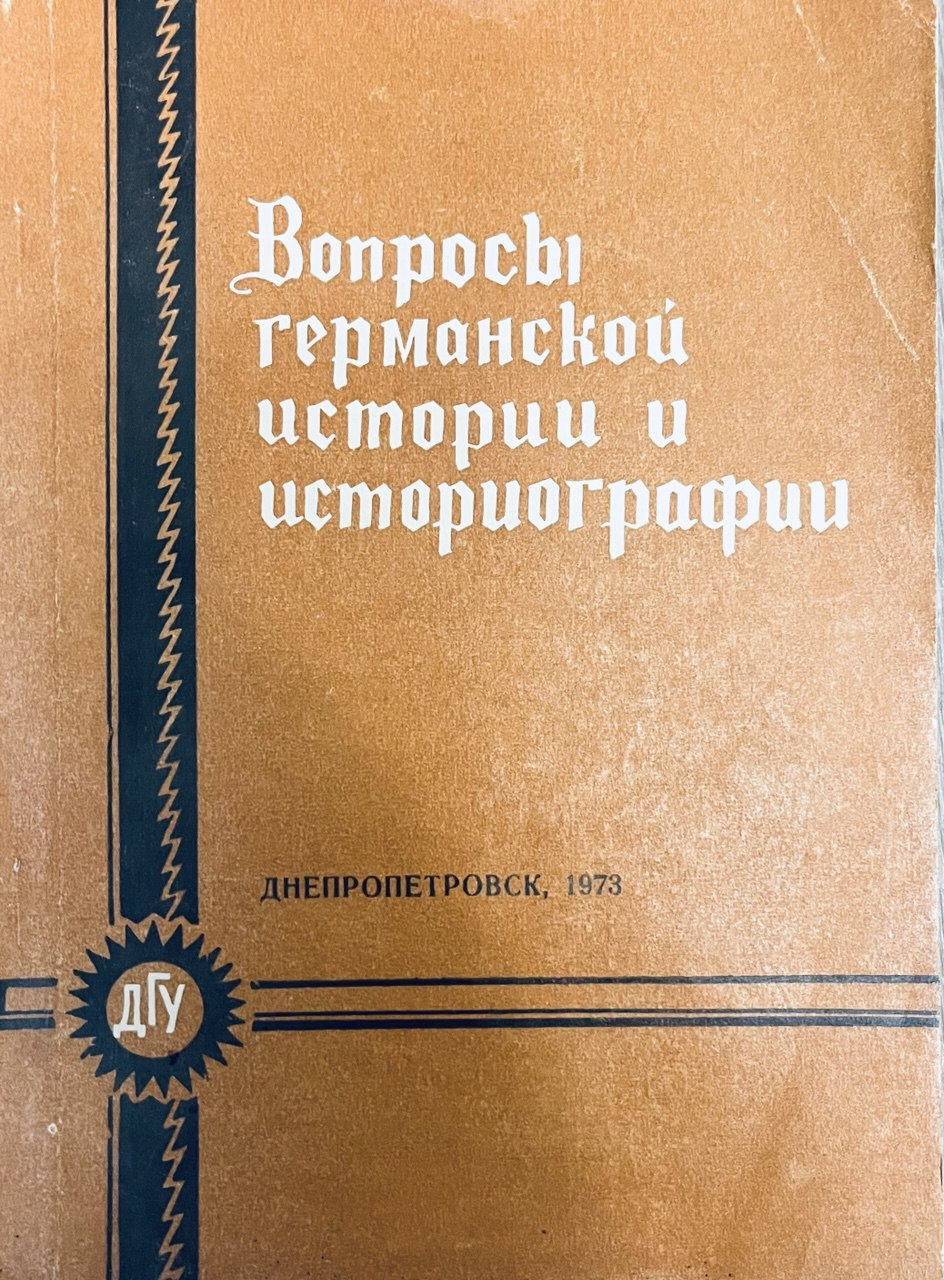
Обложка первого выпуска журнала «Вопросы германской истории и историографии», 1973 год.

После падения Берлинской стены и краха социалистического блока советская, а затем и постсоветская германистика столкнулась с глубокой методологической кризисом. По инициативе молодого заведующего кафедрой всеобщей истории Сергея Плохия исследовательский фокус был изменён: вместо истории Германской Демократической Республики начали изучать историю немецких и немецкоязычных колоний, включая меннонитов. Эта смена тематики позволила учёным кафедры интегрироваться в международное сообщество исследователей немецких диаспор, а журнал стал международной площадкой для обмена мнениями по данной проблематике.
На страницах журнала начали публиковаться исследования историков из стран бывшего СССР, Германии, США, Канады, Швеции и других государств. Первый специальный выпуск, посвящённый немецким колониям, был подготовлен кафедрой в 1992 году, однако из-за финансовых трудностей он был опубликован только в 1995 году. В этом выпуске были собраны статьи, освещающие историю меннонитских и немецких поселений в Украине, их социально-экономическую организацию, культурный вклад и взаимодействие с другими этническими общинами.